# Карлуш, Эктор
Эктор Алберту Карлуш (порт. Hector Alberto Carlos, годы жизни неизвестны) — бразильский шахматист.
Участник чемпионата Южной Америки 1921 / 1922 гг. В этом турнире он набрал 8 очков в 17 партиях (+4 −5 =8) и занял 9-е место.
В составе сборной Бразилии участник неофициальной шахматной олимпиады 1936 г. Выступал на 7-й доске. Сыграл 20 партий, из которых 6 выиграл, 10 проиграл и 4 завершил вничью. В базах есть 4 его партии из этого соревнования: победы над А. Покорным (Чехословакия) и Т. Мелнгайлисом (Латвия), поражения от Э. Геребена (Венгрия) и Ю. Тошева (Болгария).